# Stramniczka
Stramniczka (deutsch Neu Tramm) ist ein Dorf in der Woiwodschaft Westpommern in Polen. Es gehört zur Gmina Dygowo (Landgemeinde Degow) im Powiat Kołobrzeski (Kolberger Kreis). 

## Geographische Lage
Das Dorf liegt in Hinterpommern, etwa 110 Kilometer nordöstlich von Stettin und etwa 8 Kilometer südöstlich von Kołobrzeg (Kolberg). Nördlich des Dorfes liegt der Kolberger Stadtwald, dahinter, etwa 5 Kilometer vom Dorf entfernt, die Ostseeküste. 
Die nächsten Nachbardörfer sind im Westen Stramnica (Alt Tramm), im Süden Czernin (Zernin) und im Osten Stojkowo (Stöckow).

## Geschichte
Das Dorf ist im 19. Jahrhundert entstanden. Damals wurden nach Durchführung der Separation in den Dörfern Tramm und Zernin die Waldflächen, die am Rand der Gemarkungen lagen, gerodet und auf den Flächen Hofstellen angelegt. Zuvor gab es hier im 18. Jahrhundert lediglich ein Holzwärterhaus. 
In der Gemarkung des Dorfes Tramm waren um 1840 drei Hofstellen entstanden, im Jahre 1864 waren es bereits acht Hofstellen. Sie wurden als Trammsche Katen, später als Forstkolonie Neu Tramm bezeichnet. 
Im Norden der Gemarkung des Dorfes Zernin waren um 1850 die Zerninschen Katen entstanden, später als Neu Zernin bezeichnet (nicht zu verwechseln mit dem westlich von Zernin gelegenen Neu Zernin). Daneben bestand eine weitere Gruppe von Hofstellen, die den Namen Häge führte. 
Nach 1871 wurden Neu Tramm, Neu Zernin und Häge zu einer eigenständigen Gemeinde zusammengefasst, die den Namen Neu Tramm erhielt. In Neu Tramm bestanden eine eigene Schule und ein eigener Friedhof. 
Vor 1945 lag die Landgemeinde Neu Tramm im Kreis Kolberg-Körlin der preußischen Provinz Pommern.
1945 kam Neu Tramm, wie ganz Hinterpommern, an Polen. Die Einwohner wurden alle vertrieben. Der Ort erhielt den polnischen Ortsnamen Stramniczka. 
Heute bildet der Ort ein Schulzenamt in der Gmina Dygowo (Landgemeinde Degow). Zum Gebiet des Schulzenamtes gehört auch der frühere Wohnplatz Bohlberg, der vor 1945 zum Stadtkreis Kolberg gehörte.

## Entwicklung der Einwohnerzahlen
- 1816: 005 Einwohner[3]
- 1861: 070 Einwohner[3]
- 1885: 162 Einwohner[3]
- 1905: 143 Einwohner[3]
- 1919: 148 Einwohner[3]
- 1933: 114 Einwohner[3]
- 1939: 116 Einwohner[3]